# Protothaumalea striata
Protothaumalea striata är en tvåvingeart som först beskrevs av Toyohi Okada 1938.  Protothaumalea striata ingår i släktet Protothaumalea och familjen mätarmyggor. Inga underarter finns listade i Catalogue of Life.